# Canthon coerulescens
Canthon coerulescens är en skalbaggsart som beskrevs av Schmidt 1922. Canthon coerulescens ingår i släktet Canthon och familjen bladhorningar. Inga underarter finns listade.